# 冨士眞奈美
冨士 眞奈美（ふじ まなみ、1938年〈昭和13年〉1月15日 - ）は、日本の女優、随筆家、俳人。血液型はA型。本名、岩崎 真奈美。アンテーヌ所属。俳号は衾去（きんきょ）。

## 来歴
6人きょうだいの三女（上から女、女、本人、男と続き、5人目と6人目の性別は不明）として育った。静岡県三島市で生まれた後、1歳の頃に一家で東京都滝野川区（現・北区）で暮らし、小学校に上がる前、三島で暮らす祖父の急死により、ひとり娘の母とともに一家で三島へ戻った。県立三島北高校卒業。
1956年にNHKのテレビドラマ『この瞳』の主役に抜擢されてデビューし、これを機に上京して芸能活動を始めた。1957年、NHK専属女優の第一号となり、『輪唱』の三姉妹役で共演した馬渕晴子・小林千登勢とNHK三人娘と呼ばれて人気を博した。また、俳優座付属養成所第9期生として3年間演技の基礎を学んだ。
1960年から『東は東』の司会を滝田裕介と務めるなど、20代の頃からテレビドラマとバラエティーのレギュラーをこなした。
1970年、『細うで繁盛記』でのヒステリックで意地悪な小姑役でイメージチェンジを遂げ、当たり役となった。このドラマでは三島で11年間の少女時代を過ごした経験を活かし、方言指導も買って出、「...にゃー」の特徴的な語尾は番組サブタイトルにまでなった。また石立鉄男主演のコメディーシリーズにも連続して起用された。
1974年、脚本家林秀彦との結婚した後、37歳で1女をもうけたのを機に一時女優業を休業し、以後子育てに専念して仕事はエッセイや小説の執筆などの文筆業などに留めた（ただし、この他CM出演・句会出席などの活動は続けていたとされる）。1984年に離婚により本格的に芸能活動を再開させ、以後俳人、作家としても知られるなど多才ぶりを発揮。
2003年には、ドラマ『末っ子長男姉三人』（TBS系列）での深津絵里との軽妙な掛け合いが話題を呼ぶ。
2007年、弟の様に可愛がっていた俳優座後輩の石立鉄男が亡くなった際には追悼番組にゲスト出演し、エピソードとして、昔売れなかった頃に凄く欲しかったカーディガンを石立からプレゼントしてもらって大感激した思い出話を涙ながらに語っていた。
2022年現在、加齢のために意図的に活動を減らしているという。同年公開の『ばあばは、だいじょうぶ』に認知症を患った祖母役で出演し、久々のスクリーン復帰作となった。

## エピソード

### 生い立ち
弟（長男）が生まれた後、父は毎週日曜日になると冨士を含めた3人の娘にお揃いの服を着せ、近所の飛鳥山公園に連れて行って皆で甘味処でみつまめを食べたという。冨士によると、「みつまめはとても美味しくて遊びに行くのは楽しかったけど、当時両親は初めての男の子である長男を溺愛していました。きっと長男と2人きりになりたい母が、われわれ女の子3人を外に連れ出すため、父に頼んで飛鳥山に行かせたに違いありません（笑）」と回想している。
ある日自宅にあった食べ物が原因で疫痢になったが、病院で診てもらう際、母親にせがんで付いてきた弟にも感染してしまった。一時弟と共に生死の淵をさまよったが、数日後に無事寛解した。三島へ戻った翌1945年年、東京は大空襲に見舞われたが、引っ越していたことで結果的に命拾いした。
当時自宅の本棚に本がぎっしり詰まっていたことから、子供の頃から自然と読書好きな文学少女となった。その一方、少女期はお転婆な性格な面もあって男の子たちとビー玉やめんこの他、度胸試しでちょっとした崖から飛び降りたり、男の子に混じって草野球をするなど、活発だったという。

### オペラがきっかけで女優の道に
中学2年生の頃、元声楽家とされる一人の音楽教師と出会い、授業で蓄音機でオペラを聴かせてくれたことでオペラ鑑賞が好きになった。高校の音楽教師は芸大ソプラノ専科出身で、オペラ好きな冨士をかわいがってくれた。以降その教師から授業とは関係なく、『椿姫』や『蝶々夫人』などオペラのアリアの譜面を貸してもらい、写譜をして歌詞に読みがなを振るなどしてその曲を一生懸命覚えた。
それまで芝居未経験だったが高校在学中、姉の勧めで劇団民藝やNHKの役者オーディションを受験。NHKのオーディションでは書類に「趣味・オペラ」と書いたのを目にした審査員から「君、オペラを歌えるの？」と聞かれたため、急遽アカペラで『蝶々夫人』を歌った。すると、その人物が「面白い、自分はこの子にかけてみたい」と気に入り、他の審査員の反対を押し切ったことで採用が決まった。

### デビュー後
女優になるとすぐに連続ドラマ「この瞳」の主役に決まり、トントン拍子で女優の道を歩んでいった。ただし、デビューから3年半ほどは収入が多くなかったため貧乏生活を送り、電話も風呂もない狭い部屋に住みながら、数日間毎日同じ服を着て過ごしたという。20歳の頃に資生堂の専属モデルとなったことで、ようやく暮らしに余裕ができて少し広い所に引っ越した。当時は女優の仕事に執着していなかったが、ほどなくして父が亡くなり、「この仕事で一家を支えていかなきゃ」という気持ちに変わったという。
30代半ばの頃に独身として女優業に邁進していたある日、先輩女優・山岡久乃から未婚のまま女優活動を続けた後悔を聞いた。これに一人の女としてハッとさせられ、その時までに決まっていた仕事をこなした後、林との交際に時間を作って慌ただしく結婚した。

## 人物
- 趣味は相撲・野球観戦、俳句とイタリアオペラ鑑賞[1]。
- プロ野球では長嶋茂雄や野茂英雄、大谷翔平[5]のファンである。数字にまつわる持ち物は長嶋の背番号と合わせていると公言しており、野茂については引退後に発売されたSports Graphic Number PLUSの完全保存版野茂英雄1990-2008にコメントを寄せている。
- 相撲・野球だけでなく実際にはスポーツ全般を見るのが好きで、仕事などのスケジュールがかぶらない限り長年オリンピック中継は録画はせず、全てライブ映像で視聴している[注釈 6]。また、ラグビー観戦にも興味を持ち始めている模様[5]。
- 俳句を始めたきっかけは、俳人・中村汀女が『テレビ句会』という番組に出演し、ゲストの谷川俊太郎、黛敏郎と共に出演したこと[1]。それまで短歌は作っていたが俳句の経験はなく、同番組で初めての俳句作りがとても面白く、汀女から筋がいいと褒めてもらったことが“成長剤”になり、俳句に目覚めた[1]。2008年から俳壇賞選考委員を務める[1]。また、俳句に関して坪内稔典らから高く評価されている。
- オペラでは、プッチーニの『トスカ』のアリアが大のお気に入り[1]。
- 岸田今日子・吉行和子とは古くから親交が厚く[注釈 7]、ユーモラスな交流関係が注目されて度々トリオで起用されていた。
- 黒柳徹子ともNHK専属時代よりプライベートでも大変親交が深く、『徹子の部屋』には番組開始当時から定期的に出演している。離婚前の林や娘の岩崎と一緒に出演し、2019年の岩崎と出演時には生前より親交があった小林千登勢からプレゼントされたスカーフを巻いて出演していた。2022年9月19日放送時は岩崎と出演して、親友の吉行和子と4月に出演予定だったが、直前に急病で倒れキャンセルとなってしまい前回出演時よりも体重が10キロ減った事などを岩崎と話している。また、後輩の加賀まりこは古くからの交流がある仲良しの1人でもある。
- 大山のぶ代とは冨士のデビュー作「この瞳」で共演し、新人女優時代はお互い収入が少なかったことから2年ほど（別の媒体で本人は、「上京後からの4年半」とも証言）安アパートの同じ部屋で一緒に暮らすなど[1]当時からの仲良しであった[6]。2025年7月28日ゲスト出演の『徹子の部屋』で「私に懐いてすぐにペコのアパートへ行って雨漏りや床が抜けそうで凄かったけど一緒に同居するようになった」と共通の親友でもある黒柳に話している。
- 遠縁には前田美波里（母方の叔母が前田の母のいとこと結婚）[7]、岸惠子（母方の叔母の夫が岸の母方のいとこの妻の弟）[7]がいる。
- 幼少期に住んでいた東京の自宅は、渋沢栄一の邸宅の真ん前にあった[注釈 8]。幼い頃は渋沢邸の勝手口の石段でよく遊んでいた[3]。
- 父は新聞記者で、結婚後に夫婦でデモに参加したり選挙の応援運動に熱心だった。このことが影響し、子供ながらに一番好きだった番組はラジオ（まだテレビがない時代）の選挙速報だった[1]。
- 10代の頃に特に好きだった本は、小学5年生の頃に石川達三の『転落の詩集』、中学生時代に尾崎紅葉の『金色夜叉』、高校時代にマーガレット・ミッチェルの『風と共に去りぬ』、スタンダールの『赤と黒』[1]。
- 性格について本人は、「大らかで大雑把なタイプで基本的にとことん考えるのは嫌い。それでも何か悩みそうな時は、大まかに四捨五入的な考え方で踏ん切りをつけて自分をラクにしています」と評している[1]。
- 若い頃は父譲りのかなり酒に強く、仕事終わりなどに毎日外で酒を飲み、さらに帰宅後も飲むような生活をしていたが、いつ頃からか酒を飲みたい気持ちがなくなったという[注釈 9]。

## 出演

### 映画
- 欲（1958年）
- 大東京誕生 大江戸の鐘（1958年、大曽根辰保監督、松竹） - おみや 役
- 切られ与三郎（1960年） - お金 役
- がんばれ! 盤嶽（1960年） - 大垣浪江（周次郎の娘） 役
- お吟さま（1962年） - 宇乃 役
- 七人の刑事（1963年）
- 残菊物語（1963年） - 芸者・小ふみ 役
- 歌え若人達（1963年） - 本庄淑子 役
- 黒い賭博師（1965年） - 玲子 役
- 野郎に国境はない（1965年）
- 脂のしたたり（1966年）
- 新書・忍びの者（1966年） - 千歳 役
- 笹笛お紋（1969年） - おえん 役
- 夜遊びの帝王（1970年） - 大場艶子 役
- 反逆のメロディー（1970年） - お竜 役
- 女たらしの帝王（1970年） ‐ 中川泰子 役
- 小林多喜二（1974年）
- 快盗ルビイ（1988年）
- せんせい（1989年） ‐ 礼子の母 役
- やくざ道入門（1994年）
- 第2回欽ちゃんのシネマジャック「食べる ある愛のカタチ」（1994年）
- しあわせ家族計画（2000年） - バーのママ 役
- すずらん （2000年） - 亀田安代 役
- ハッシュ! （2001年） - 長谷克美 役
- 釣りバカ日誌17 あとは能登なれハマとなれ!（2006年） - 料亭の女将 役
- たみおのしあわせ（2008年） - レイコ 役
- サラリーマンNEO 劇場版(笑)（2011年） - フェミニスト団体代表 役
- ばあばは、だいじょうぶ（2019年） - 中前スズエ 役

### テレビドラマ

#### NHK
- この瞳（1956年、総合）
- 輪唱[8]（1959年、総合）
- 若い季節（1961 - 1964年、総合）
- 大河ドラマ（総合）
  - 樅ノ木は残った（1970年）
  - 翔ぶが如く（1990年） - 西郷まさ 役
- 求む!人間（1970年、総合） - 春木屋芳江 役
- 連続テレビ小説（総合）
  - 繭子ひとり（1971年） - 浅川千代 役
  - すずらん（1999年） - 亀田安代 役
  - さくら（2002年） - 野本トキ 役
  - つばさ（2009年） - 城之内房子 役
- 出会い（1973年4月14日、総合） - 村井はつえ 役
- まんが道（1986 - 1987年、総合） - 満賀君江（母） 役
- 晴のちカミナリ（1989年、総合）
- 六番目の小夜子（2000年、教育） - 津村ゆりえ 役
- 名古屋仏壇物語（2002年、総合） - 栗原花代 役
- ねばる女（2004年、総合） - 神山登代子 役
- ハゲタカ（2007年、総合） - 大河内瑞恵 役
- 狸な家族（2013年、総合） - 中島菊子 役
- 紙の月（2014年、総合） - 名護たま江 役
- ツバキ文具店（2017年、総合） - マダム・サイダー 役

#### 日本テレビ系
- チコといっしょに（1965年） - 笠間春子 役
- 意地悪ばあさん（1968年、よみうりテレビ）
- 細うで繁盛記（1970 - 1973年、よみうりテレビ） - 原田正子 役
- おひかえあそばせ（1971年） - 桜井さくら 役
- 気になる嫁さん（1971 - 1972年） - 清水八重子 役
- パパと呼ばないで（1972 - 1973年） - 治子 役
- 雑居時代（1973 - 1974年） - 栗山春子 役
- パパになりたかった犬（1984年） - 藤倉清子 役
- なぜか、ドラキュラ（1984 - 1985年）
- 俺たちの旅（1999年） - 竹内綾子 役
- 向井荒太の動物日記 〜愛犬ロシナンテの災難〜（2001年） - 桑野富美子 役
- 火曜サスペンス劇場
  - 「わが町」（1993年） - 立石孝子 役
  - 「女検事・霞夕子」（2000年） - 穂刈トヨノ 役
  - 「地方記者・立花陽介」（2001年） - 石塚はな 役

#### TBS系
- 球形の荒野（1963年） - 野上久美子 役
- ザ・ガードマン
  - 第10話「黒い恐怖」（1965年）
  - 第55話「知らない街」（1966年）
  - 第78話「宝を抱いて地獄へ行け」（1966年）
  - 第111話「死を招く部屋」（1967年）
  - 第165話「生きたまま火葬にしてネ」（1968年）
  - 第185話「命を張って賭場荒し」（1968年）
- 奈々とその母（1968年） - 壽賀子 役
- 顎十郎捕物帳（1968年） - お艶 役
- キイハンター
  - 第20話「パリ発 殺しのラブレター」（1969年）
  - 第65話「俺たちは殺人者」（1969年）
- おくさまは18歳（1970 - 1971年） - 渋沢民子 役
- 夕陽カ丘三号館（1971 ‐ 1972年） ‐ 井本夫人 役
- ママはライバル（1972 - 1973年） - 星野達子 役
- ラブラブライバル（1973 - 1974年） - 藤乃すみれ 役
- 顔で笑って（1973 - 1974年） - 花田徳子 役
- あんたがたどこさ（1973 - 1974年） - 林田蓮 役
- まごころ（1973年）
- 妻と女の間（1974年）
- ニセモノご両親（1974年） - 瀬川あやめ 役
- 高校聖夫婦（1983年） - 大野美也子 役
- 深夜にようこそ（1986年） - 矢崎咲子 役
- 鎌倉ペンション物語（1989年）
- ドラマチック22・女子大生危険なアルバイト（1990年2月10日） - 工藤節子 役
- 次男次女ひとりっ子物語（1991年） - 小早川友 役
- 続・蒲田行進曲 銀ちゃんが行く（1991年）
- 長男の嫁2-実家天国-（1994年） - 源勝子 役
- 新婚なり!（1995年） - 蔵元雪絵 役
- 末っ子長男姉三人（2003年） - 冨士先生 役
- ショコラ（2003年、毎日放送） - 雨宮君枝 役
- 奥さまは魔女（2004年） - 佐々木倉子 役
- ペテロの葬列（2014年） - 早川多恵 役
- 警部補・杉山真太郎〜吉祥寺署事件ファイル（2015年） - 野々宮妙子 役
- コウノドリ（2015年） - 野々村秀子 役
- 月曜ミステリー劇場
  - 「やとわれ女将 菊千代の事件簿1」（2004年） - 坂崎多恵 役

#### フジテレビ系
- 侍 (テレビドラマ)（1960年、関西テレビ）
- ライオン奥様劇場・影を慕いて（1969年）
- 恐怖劇場アンバランス　第10話「サラリーマンの勲章」（1973年） - 森宇多子 役
- エプロンおばさん（1983年） - 敷金なし 役
- 名古屋嫁入り物語（1994年・1997年、東海テレビ）
- ナニワ金融道 第2作（1996年10月8日） - 三宮玲子 役
- ひとつ屋根の下（1997年） - 角の前川さん 役
- OUT（1999年） - 吾妻キヨ 役
- お義母さんといっしょ（2003年） - 中田レミ 役
- やっとかめ探偵団（2011年、東海テレビ） - 本橋ウメ子 役
- 金曜エンタテイメント
  - 「事件調査員 南条真琴 東京〜隠岐 摩天崖殺人事件」（2005年） - 南条志乃 役
  - 「奥様は警視総監1」（2006年） - 綾小路清恵 役
- 金曜プレステージ
  - 「銭女」（2014年） - 蓮見トミ 役

#### テレビ朝日系
- お気に召すまま（1962年）第2話「水いらず」、第19話「髭」
- 黄色い風土（1965 - 1966年） - カトレアの女
- 帰って来た用心棒 第17話「川の流れに」（1968年）
- 鬼平犯科帳（1969 - 1972年）
  - 第22話「決闘」（1970年3月3日） - おまさ 役
  - 第45話「夜鷹殺し」（1970年8月11日） - おまさ 役
- 新書太閤記（1973年） - とも 役
- 土曜ワイド劇場
  - 「松本清張の証言」（1984年） - 石野勝子 役
  - 「検察事務官小錦ヤエ子」（1997 - 1998年） - 小錦綾乃 役
  - 「森村誠一の終着駅シリーズ」（2001年） - 八坂光子 役
  - 「第一級殺人弁護」（2005年） - 沖田房恵 役
  - 「牟田刑事官VS終着駅の牛尾刑事そして事件記者冴子5」（2005年） - 吉原松子 役
  - 「法医学教室の事件ファイル」（2007年） - 大泉ユキ 役
  - 「ショカツの女〜新宿西署・刑事課強行犯係」（2007年 - 、朝日放送） - 水沢公子 役
- はぐれ刑事純情派 第3シリーズ 第2話「大阪悲歌・パチスロの女」（1990年）
- 和宮様御留（1991年） - 庭田嗣子 役
- ただいま満室（2000年） - 鴨川シゲ子 役
- 別れる2人の事件簿（2000年） - 七原克代 役
- てるてるあした（2006年） - 手嶋珠子 役
- その男、副署長〜京都河原町署事件ファイル〜（2008年） - 藤澤文子 役
- おトメさん（2013年） - 梶原うめの 役
- やすらぎの郷（2017年） - 犬山小春 役
- やすらぎの刻〜道（2019年） - ゆき婆さん 役
- 相棒 season19 第5話「天上の棲家」（2020年11月11日） - 白河貴代 役

#### テレビ東京系
- 風雲児半次郎（1964 ‐ 1965年） ‐ おまき 役
- 田舎で暮らそうよ（1999年） - 富川鈴子 役
- 僕らプレイボーイズ 熟年探偵社（2015年） - 岩瀬佳世 役[9]
- 女と愛とミステリー
  - 「北の捜査線・小樽港署」（2002年） - 小宮ともえ 役
- 水曜ミステリー9
  - 「ドクター・ヨシカの犯罪カルテ」（2006 - 2007年） - 長井慶子 役
  - 「警視庁黒豆コンビ」（2007年） - 赤城信代 役
  - 「葬儀屋松子の事件簿1」（2012年） - 桶谷千代子 役

### バラエティ
- ジェスチャー（NHK総合）
- 東は東（フジテレビ）
- 第22回NHK紅白歌合戦（NHK総合・ラジオ第1）
- 新伍のお待ちどおさま（TBS）
- 山田邦子のしあわせにしてよ（TBS）
- ダウンタウンのごっつええ感じ（フジテレビ）コーナーレギュラー
- ぴったんこカン・カン（TBS）「俳句の旅」（吉行和子と）
- マダムんむん（TBS）不定期出演
- なるほど!ハイスクール（日本テレビ）不定期出演
- 少年頭脳カトリ（フジテレビ）
- 象印ニュースクイズ パンドラタイムス（テレビ朝日）
- 雑学家族（テレビ朝日）

### ゲーム
- SEVEN's CODE（アプリボット）老女役

## 歌手活動
- 『こわれた人形』（1961年3月発売、キングレコード）
作詞：加藤省吾／作曲：小川寛興
- 『浜木綿の咲く道』（同上）
作詞：たなかゆきを／作曲：小谷肇

## 著書
- 『富士真奈美素顔対談』 上下 新日本出版社 1973
- 『もしかしたら幸せ』立風書房 1977
- 『人のいる風景』集英社 1979
- 『いびり亭主学 犬のように時には馬のように』ベストセラーズ 1981
- 『恋よ、恋唄』中央公論社 1985
- 『もういちどロマンチック』ハーレクイン・エンタープライズ日本支社 1986
- 『とけて流れて』毎日新聞社 1991
- 『ろくでなし』近代文芸社 1997 のち文春文庫
- 『身ひとつの今が倖せ 俳句のある人生』光文社 2005 のち知恵の森文庫
- 『てのひらに落花 俳句のある人生』本阿弥書店 2008
- 『瀧の裏 冨士眞奈美句集』深夜叢書社 2008

### 共編著
- 『おんなの自己診断学』飯島ふみ子共編著 講談社 1979
- 『夫婦喧嘩のすすめ』林秀彦共著 サンマーク出版 1983
- 『ここはどこ 時に空飛ぶ三人組』岸田今日子、吉行和子共著 文春文庫 2000
- 『わたしはだれ? 櫻となって踊りけり』岸田今日子、吉行和子共著 集英社 2000
- 『東京俳句散歩』吉行和子共著 光文社・知恵の森文庫 2004
- 『吉行和子・冨士眞奈美おんなふたり奥の細道迷い道』集英社インターナショナル, 2018.8